# Simon Carmiggelt

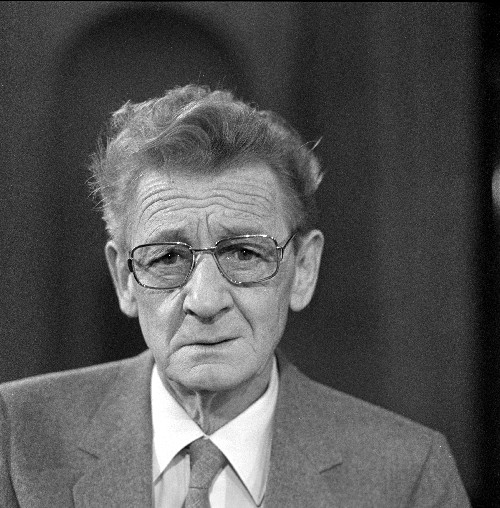
Simon Carmiggelt, 1982

Simon Johannes Carmiggelt [kaʶmˈɪxl̩t] (* 7. Oktober 1913 in Den Haag; † 30. November 1987 in Amsterdam) war ein niederländischer Schriftsteller und Kolumnist. Bekannt war er vor allem durch seine Zeitungskolumnen (Kronkel) in der niederländischen Tageszeitung Het Parool und seine Fernsehauftritte.

## Jugend
Carmiggelt wuchs in Den Haag an der Loosduinsekade 206 in einem sozialistischen, dezidiert antifaschistischen Umfeld auf. Seine Mutter Jeanne besaß ein Hut- und Mützengeschäft, sein Vater Herman war Handelsvertreter für Fleischwaren. Simon hatte einen älteren Bruder, John.

## Frühe Karriere

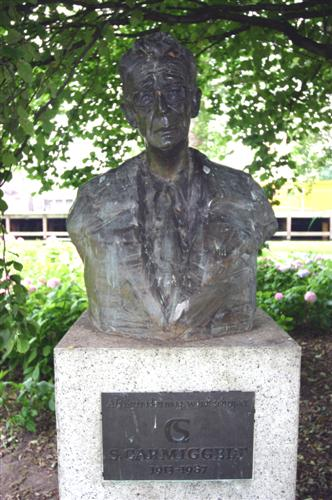
Simon Carmiggelt

Carmiggelt begann als Journalist, zunächst bei der Tageszeitung Het Vaderland, im Jahr 1932 bei Vooruit, der Haager Ausgabe der sozialistischen Tageszeitung Het Volk als Bühnen- und Filmkritiker. Dort begann er Haager cursiefje's unter dem Titel Kleinigheden zu schreiben: humorvolle, kurze Prosatexte mit Bezug zu alltäglichen Geschehnissen, die der Vorläufer der Kolumne in den Niederlanden waren. Carmiggelt war ein energischer junger Mann mit starken politischen Überzeugungen. Seine Besorgnis über den Aufstieg des deutschen Nationalsozialismus im Jahr 1938 veranlasste ihn, Boxunterricht zu nehmen. „Ich wollte mich verteidigen können“, sagte er selbst dazu, „aber ich boxte schlecht.“ In seiner Stammkneipe lernte er die Moderedakteurin Tiny de Goey kennen, die er am 6. September 1939 heiratete. Im Februar 1940 wurde Tochter Marianne und im November 1942 Sohn Frank geboren.

## Zweiter Weltkrieg
Als die Deutschen in den Niederlanden einmarschierten, beschlagnahmten sie die Druckmaschinen und rationierten das Papier. Aus Protest kündigte Carmiggelt bei der Zeitung und begann als freischaffender Schreiber unter anderem mit Öffentlichkeitsarbeit für den Badeort Scheveningen. Außerdem redigierte er psychologische Gutachten für die Stiftung Psycho-Technologie und schrieb einen komplexen Kriminalroman, John Jacob Justus, als täglichen Fortsetzungsroman. Die Geschichte wurde auf ausdrückliche Forderung Carmiggelts nur einmal veröffentlicht: „Eine Jugendsünde“, äußerte er sich hinsichtlich des Werkes, „ich denke nicht ganz ohne Scham daran zurück. Ich schrieb die Geschichte von Tag zu Tag und schob das Ende immer weiter heraus. Denn jede Folge bedeutete einen Tag länger Brot auf dem Tisch, und so entwickelte ich immer weitere Intrigen und Seitenspuren. Zusammen mit meiner Frau habe ich dann an mehreren aufeinander folgenden Abenden darüber nachgedacht, wie die Geschichte zu einem Ende kommen konnte.“
Durch Freunde beteiligte er sich in Amsterdam an der illegalen Veröffentlichung des Blattes Het Parool. Er war verantwortlich für die Produktion und die Verteilung. Beides riskante Aktivitäten, für welche Carmiggelt von den Deutschen verhaftet und ins Gefängnis gebracht wurde.
Sein Bruder war inzwischen im KZ Vught/Herzogenbusch gestorben – er war von der SS für die Unterstützung von Juden und die illegale Verteilung von Essensmarken an Untergetauchte verhaftet worden. Nach einer Woche wurde Carmiggelt aus Mangel an Beweisen freigelassen, sofort nahm er seine illegalen Aktivitäten wieder auf. In den letzten Kriegsjahren war er Redakteur von Het Parool.
Biographen nennen seine Kriegserlebnisse als Erklärung für Carmiggelts späteren Pessimismus und vor allem seine heftigen anti-totalitären (und damit auch anti-kommunistischen) Ansichten. Er war so heftig in dieser Position, dass er sich nach dem Ungarischen Aufstand von 1956 einem wütenden Protestmarsch anschloss, der die Redaktionsgebäude des Parteiblattes der Communistische Partij van Nederland De Waarheid stürmte.
Nach der Befreiung wurde Het Parool eine regelrechte Tageszeitung, deren Feuilleton Carmiggelt leitete. Er schrieb Theater- und Filmkritiken und begann seine Cursiefjes, zunächst dreimal wöchentlich, später täglich. Sein erster Kronkel erschien am 25. Oktober 1946; bis zu seinem Tod im November 1987 erschienen mehr als 10.000. Eine Auswahl von 50 Stücken aus jedem Jahrgang wurde jährlich in Buchform veröffentlicht. Manchmal wurden diese Ausgaben durch befreundete Künstler wie Peter Vos, Charles Boost, Otto Dicke oder Peter van Straaten illustriert.

## Auszeichnungen
Carmiggelt wurde mehrfach ausgezeichnet: 1953 erhielt er eine Auszeichnung von der Haager Jan Campert Stiftung, 1961 wurde ihm von der gleichen Stiftung der Constantijn Huygensprijs für sein Gesamtwerk verliehen. 1967 erhielt er den alle fünf Jahre verliehene Boekenverkopersprijs und 1974 die höchste niederländische, literarische Auszeichnung: P.C.-Hooft-Preis.

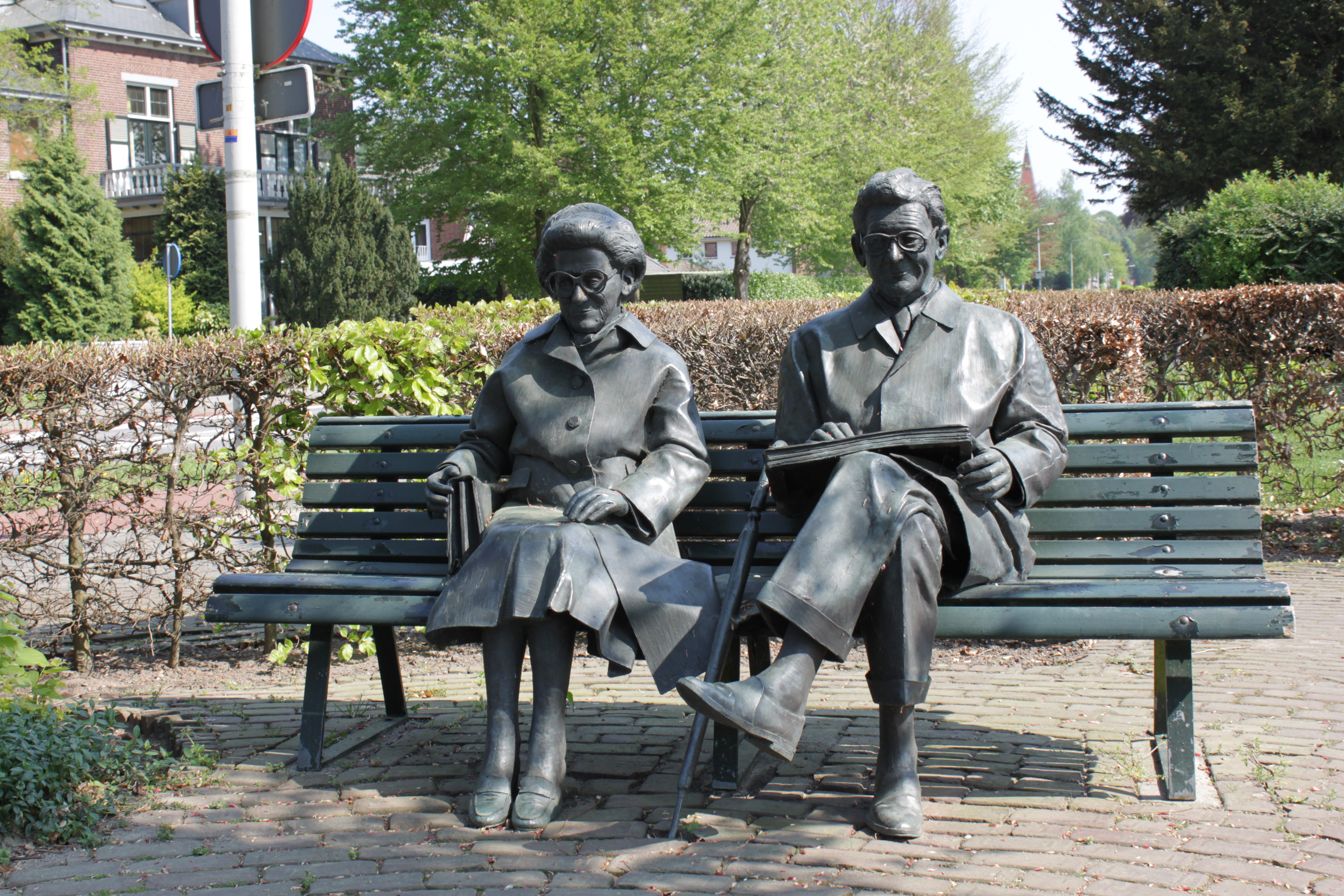
Wim Kuyl: Skulptur Simon Carmiggelt und Ehegattin Tiny, Rhenen (NL)

## Tod
Nach gesundheitlichen Problemen mit Altersdiabetes verstarb Carmiggelt zu Hause an den Folgen seines zweiten Herzinfarkts.

## Ehrungen
- 1953 – Extra-Preis der Jan-Campert-Stiftung für Poespas
- 1961 – Constantijn Huygensprijs für sein Gesamtwerk
- 1967 – Prijs van de Amsterdamse Boekverkopers Vereniging für sein Gesamtwerk, speziell Fluiten in het donker
- 1977 – P.C.-Hooft-Preis für sein Gesamtwerk
- 1975 – Edo Bergsma-ANWB-prijs für sein touristisches Werk
- 1975 – J.P. van Praag-prijs

## Werke
- Vijftig dwaasheden, 1940
- Johan Justus Jacob, 1941
- Honderd dwaasheden, 1946
- De sneehoed, 1946
- Kronkels kronkelpaden, 1947
- Allemaal onzin, 1947
- Het jammerhout, 1948
- Tussen mal en dwaas, 1949
- Ieder kent ze, 1949
- Klein beginnen, 1950
- Omnibus, 1951
- Louter leugens, 1951
- Poespas, 1952
- Made in Germany, 1952
- Wereld-melkboeren, 1952
- Vergeet het maar, 1953
- Speciaal voor U, 1953
- Al mijn gal, 1954
- Twin set, 1954
- Ping pong, 1954
- Speciaal voor u, 1954
- Articles de Paris, 1955
- Duiven melken, 1955
- Vliegen vangen, 1955
- Speciaal voor u, 1955
- Fabriekswater, 1956
- Kwartet, 1956
- Spijbelen, 1956
- Speciaal voor u, 1956
- Haasje over, 1957
- De afgevallen blaadjes, 1957
- Kraaltjes rijgen, 1958
- Een toontje lager, 1959
- Duiven melken, 1960
- Alle orgels slapen, 1961
- Een stoet van dwergen, 1961
- Torren aan de lijm, 1961
- Dag opa, 1962
- Kroeglopen, 1962
- Tussen twee stoelen, 1962
- Oude mensen, 1963
- We leven nog, 1963
- Weet ik veel, 1963
- Trilogie, 1963
- Kinderen (Zusammenstellung von Klein beginnen und Dag opa), 1964
- Later is te laat, 1964
- Kroeglopen 2, 1965
- Tekst voor een wijnkaart, 1965
- Maatschappelijk verkeer, 1965
- Fluiten in het donker, 1965
- Mooi weer vandaag, 1965
- Een hand vol kronkels, 1966
- Morgen zien we wel weer, 1967
- Omdat het zo lekker is, 1967
- Drie van vroeger, 1968
- Het panorama, 1968
- Je blijft lachen, 1968
- Rondje van de zaak, 1968
- Een beetje zon, 1968
- Mijn moeder had gelijk, 1969
- Alle kroegverhalen, 1969
- Twijfelen is toegestaan, 1970
- Gewoon maar doorgaan, 1971
- Ik mag niet mopperen, 1972
- Elke ochtend opstaan, 1973
- Brood voor de vogeltjes, 1974
- Slenteren, 1975
- Maatschappelijk verkeer, 1975
- Ze doen maar, 1976
- Dwaasheden, 1976
- Vroeger kon je lachen, 1977
- Bemoei je d'r niet mee, 1978
- De rest van je leven, 1979, ISBN 9029510897
- Mooi kado, 1979
- Carmiggelt op Steeg, 1979
- De avond valt, 1980
- Residentie van mijn jeugd, 1980
- Een Hollander in Parijs, 1981
- De duif, 1981
- Verhaaltjes van vroeger, 1981
- Welverdiende onrust, 1982
- Feestelijk, 1982
- De Amsterdamse kroeg, 1983
- Met de neus in de boeken, 1983
- Mag 't een ietsje meer zijn, 1983
- Ik red me wel, 1984
- Vreugden en verschrikkingen van de dronkenschap, 1984
- Alle kroegverhalen (Zusammenstellung von Kroeglopen I und ~II), 1984
- Ontmoetingen met Willem Elsschot, 1985
- Bij nader omzien, 1986
- Trio voor één hand, 1986
- De vrolijke jaren, 1987
- Het literaire leven, 1987

postum
- Zelfportret in stukjes, 1989
- De kuise drinker, 1990
- Schemeren, 1992
- Van u heb ik ook een heleboel gelezen..., 1993
- Thelonious en Picasso, 1995
- Croiset en Jongerius op een dag, 1996
- Visite, 1997
- Hoe Heet Keizer Karels Hond, 1997
- Beste Godfried, beste Simon, 1999
- Voorhout, 1999
- Zes kronkels, 1999
- Ruim baan, 1999
- Kenner, 2000
- Groninger melange, 2001
- Genot, 2001
- Geachte spreker, 2002
- De engel, 2004
- Een grap, 2004
- Feest, 2005
- Terugkomen, 2005
- Louis Couperus bij Kronkel, 2005
- Afscheid van het oude jaar, 2006
- Het eind van december, 2006
- Ik lieg de waarheid, 2007
- Straf, 2007
- Uitzicht, 2007
- Amsterdam, 2007
- Over schrijvers en boeken, 2007
- Eten, 2007
- Kerstpakje, 2007
- Zwijgplicht, 2008
- 16 augustus, 2008
- Huwelijksperikelen, 2008
- Feestdagen, 2008
- Nadorst, 2008
- Het kerstverhaal, 2008
- Grap, 2009
- En toch, 2009
- Al goed, 2009
- De kerstman, 2009
- Winter, 2009
- Gelderse Avonturen, 2010
- Geen lintje, wel een pintje, 2010
- Bromfiets of niet: de Solex, 2010
- Kleinigheden, 2010
- De Kerstman had 't warm, 2010
- Oud en nieuw, 2010
- Ode, 2011
- Godfried, 2011

Werkausgabe
- De complete werken van S. Carmiggelt, 2010

### Übersetzungen ins Deutsche
- Alles für die Katz, 1954
- Mach dir nichts draus, 1954
- Abenteuer mit Kindern, 1955
- Pariser Souvenirs, 1956
- Hohe Schule, 1958
- Einfach unerhört, 1959
- Von Katzen und kleinen Kindern, 1961
- Die Kunst, Großvater zu sein, 1969
- Die Kunst, stillvergnügt zu sein, 1970
- Heiteres aus Amsterdam, 1980
- Die geschenkte Katze, 2009
- Kronkels. Über Katz und Hund. Hrsg. und aus dem Niederländischen übersetzt von Ulrich Faure und Frederike Zindler. Unionsverlag, Zürich 2016, ISBN 978-3-293-00508-2
- Auf ein Gläschen. Kneipengeschichten. Aus dem Niederländischen von Gerd Busse und Ulrich Faure. Unionsverlag, Zürich 2019, ISBN 978-3-293-00543-3
- Kronkels : von Tieren und ihren Menschen, herausgegeben und aus dem Niederländischen von Ulrich Faure und Frederike Zindler,  	Zürich : Unionsverlag, 2024, ISBN 978-3-293-71007-8

### Übersetzungen in andere Sprachen
- A Dutchman’s slight adventures, 1966
- I’m just kidding. More of a Dutchman’s slight adventures, 1972
- Humor sekolom senyum dikulum (Indonesisch von Hazil Tanzil), Djambatan, Jakarta 1982
- Несколько бесполезных соображений, 1985
- Che cos’ è un Amsterdammer (Italienisch von Rossana Alberico und Ronnie Lang, Illustrationen von Christina Sicking; handgesetzt, Auflage: 34 numerierte und vom Drucker signierte Ex.), Heeneman, Amsterdam 1988
- Il venditore di aringhe e altri racconti di Amsterdam (Italienisch von Giancarlo Errico), Nardi, Florenz 1993
- Morgau denove ni vidu (Esperanto-Übersetzung von Gerrit Berveling von Morgen zien we wel weer), 2002
- It Sometimes Sounds Very Nice, 2003